# Fernand Goyvaerts
Fernand Goyvaerts (Mechelen, 24 ottobre 1938 – Bruges, 5 aprile 2004) è stato un calciatore belga.

## Carriera
Debutta col Club Bruges a 16 anni, nel 1954 diventa determinante nella promozione del club nella massima serie belga. Divenuto una stella nel suo paese emigra in Spagna nel 1962 dopo che i suoi rapporti con l'allenatore Norberto Höfling si degradarono in maniera irreparabile.
Il Barcellona lo paga 5 milioni di franchi e nei due anni successivi coi blaugrana viene votato miglior giocatore straniero della Primera División. Nel 1965 passa al Real Madrid ma un brutto infortunio ne condiziona le prestazioni; viene pertanto venduto al Elche CF allenato da Alfredo Di Stéfano.
Nel 1968 lascia la Spagna e gioca per OGC Nizza, Cercle Brugge, SC Lokeren, WS Lauwe e RC Tournai.

## Palmarès

### Club

#### Competizioni nazionali
- Campionato francese di seconda divisione: 1

Nizza: 1969-1970
- Supercoppa francese: 1

Nizza: 1970
- Coppa di Spagna: 1

Barcellona: 1962-1963
- Campionato spagnolo: 1

Real Madrid: 1966-1967

#### Competizioni internazionali
- Coppa dei Campioni: 1

Real Madrid: 1965-1966